# Pyuthan District
Pyuthan District er et af Nepals 75 administrative og politiske regioner, betegnet distrikter (lokalt betegnet district, zilla, jilla el. जिल्ला). Pyuthan er et distrikt i bakkeområdet Middle Hills, som ligger i Rapti Zone i Mid-Western Development Region.
Pyuthan areal er 1.309 km² og der boede ved folketællingen 2001 i alt 212.484 og i 2007 237.345 i distriktet. Distriktets politiske organ District Development Committee er sammensat gennem indirekte valg, med repræsentation fra hver af de 9-17 administrative enheder ilakaer, hvert distrikt er opdelt i.
Pyuthan District er endvidere opdelt i 49 udviklingskommuner (lokalt navn: Gaun Bikas Samiti (G.B.S.) el. Village Development Committee (VDC)), hvoraf byer med over 10.000 indbyggere kategoriseres som købstæder (municipalities).
Pyuthan District er udviklingsmæssigt – gennem anvendelse af FN og UNDP's Human Development Index – kategoriseret som nr. 53 ud af Nepals 75 distrikter.

## Eksterne links
- Kort over Pyuthan District
- Pyuthan District sundhedsprofil – fra FN-Nepal (på engelsk) Arkiveret 30. september 2007 hos  hos Archive.is

28°05′N 82°50′Ø / 28.08°N 82.83°Ø